# Општина Раденци
Општина Раденци (словен. Radenci) је једна од општина Помурске регије у држави Словенији. Седиште општине је истоимени градић Раденци.

## Природне одлике
Рељеф: Општина Раденци налази се у североисточном делу Словеније, у словеначком делу Штајерске. Северна граница општине је и државна граница према Аустрији. Западни део подручја општине припада области источних Словенских Горица, брдском крају познатом по виноградарству и справљању вина. Мањи, источни налази се у долини реке Муре.
Клима: У општини влада умерено континентална клима.
Воде: Најзначајнији водоток у општини је река Мура, која је делимично и граница према Аустрији. Остали водотоци су мали и њене су притоке.

## Становништво
Општина Раденци је густо насељена.

## Насеља општине
| - Борачева - Жрнова - Згорњи Коцјан - Јанжев Врх - Капелски Врх - Кобилшчак - Коцјан - Мелањски Врх | - Мурски Врх - Муршчак - Окославци - Паричјак - Раденци - Раденски Врх - Рачки Врх - Рихтаровци | - Сподњи Коцјан - Турјанци - Турјански Врх - Храстје-Мота - Храшенски Врх - Шратовци |  |

## Додатно погледати
- Раденци